# Demirci, Emirgazi
Demirci là một thị trấn thuộc huyện Emirgazi, tỉnh Konya, Thổ Nhĩ Kỳ. Dân số thời điểm năm 2011 là 1.878 người.